# Carlos Augusto Ramos
Carlos Augusto Ramos (Coimbra, 15 de Setembro de 1912 - Coimbra, 14 de Setembro de 1983), foi um pintor português.

## Vida
Carlos Ramos nasceu em Coimbra e nesta cidade residiu e desenvolveu toda a sua actividade.
De ascendência modesta, iniciou-se muito novo na profissão de pintor de construção civil. É nesta condição que se acentua o seu gosto pelo desenho e pela pintura artística. Incentivado pelos amigos e esposa, começa a produzir os seus primeiros trabalhos.
Matriculou-se na Escola Industrial e Comercial Avelar Brotero e, estudando à noite, ali concluiu o curso geral de desenho, tendo sido discípulo de Manuel Rodrigues Júnior.
Estagiário da primeira, quinta e sexta Missões Estéticas de Férias, Carlos Ramos é várias vezes contemplado com "Menções Honrosas" por diversas instituições, caso da Sociedade Nacional de Belas-Artes de Lisboa (1940-1943) e obtém outras distinções, em especial uma terceira medalha da mesma Sociedade, em 1947.
Em 1948 é galardoado com o "Prémio Malhoa", e a bolsa de estudo correspondente, que lhe permitiu uma viagem ao estrangeiro no ano seguinte. Participou em numerosas exposições na Sociedade Nacional de Belas-Artes, no Salão Silva Porto (1943-1952), na Exposição Internacional de Sevilha (1952), no Salão António Carneiro (1953), etc.
Expôs com regularidade na Delegação do Jornal «O Primeiro de Janeiro», em Coimbra e colaborou na revista Ilustração iniciada em 1926.
Em Agosto/Setembro de 1989 foi evocado numa grande exposição de obras suas, organizada pela Câmara Municipal da Lousã, na Sala de Exposições do Museu Municipal Professor Álvaro Viana de Lemos, daquela localidade.

## Obra
As tonalidades apostas nos seus trabalhos resultam de estudo profícuo e procuram encontrar a beleza, o contraste e a ambiência que ressalta da fixação da luz no momento fugaz de sol num dia de Inverno, na pujança inebriadora da Primavera, no colorido encantador do Outono e na grandeza exuberante dos meses de Verão.
Por outro lado, Carlos Ramos captou, como ninguém, o esforço do homem rural, o denodo com que se entrega à faina agrícola, a bravura e destemor do pescador e os tradicionais costumes, tradições e vivências que identificam as pessoas da aldeia, os obreiros constructores de comunidades e depositários de valores que se transmitiram de geração em geração.
As expressões dos rostos, o movimento corporal, a indumentária, a actividade intensa do mundo rural, a diversidade das atitudes e a corografia que os seus quadros veiculam, fizeram da sua arte um exemplo de criatividade e afirmação plena do seu talento.

## Prémios
- 1940 - Menção Honrosa em Pintura a Óleo - Sociedade Nacional de Belas-Artes
- 1943 - Menção Honrosa em Pastel - Sociedade Nacional de Belas-Artes
- 1943 - 3ª Medalha - Salão do Estoril
- 1947 - 3ª Medalha em Pintura a Óleo - Sociedade Nacional de Belas-Artes
- 1948 - Prémio Malhoa e Bolsa de Estudo no Estrangeiro - Sociedade Nacional de Belas-Artes

## Está representado em
- Museu do Chiado, Lisboa
- Museu Nacional Soares dos Reis, Porto
- Museu Nacional Machado de Castro, Coimbra
- Museu Municipal Dr. Santos Rocha, Figueira da Foz
- Museu de Beja
- Museu José Malhoa, Caldas da Rainha
- Museu de Lagos
- Museu de Arte Contemporânea, Rio de Janeiro
- Governo Civil de Coimbra
- Governo Civil de Leiria
- Câmara Municipal da Lousã
- Palácio do Governo de Lourenço Marques, Maputo
- Sociedade Nacional de Belas-Artes[2]
- Coleção Dr. Armando Ribeiro Cardoso, Lisboa
- Coleção Dr. Seiça Ferrer, Coimbra
- Coleção Mário Santos, Porto
- Coleção Conde de Fijô, Coimbra
- Coleção Rudolph Beckert, Lisboa
- Coleção Vasco de Figueiredo, Tábua
- Coleção Dr. Mário Canelas, Figueira da Foz

Existem trabalhos seus na posse de numerosos coleccionadores

## Exposições
- 1940 - Sociedade Nacional de Belas-Artes
- 1940 - Salão Nobre da Câmara Municipal de Coimbra
- 1940 - Realizou exposição no Porto
- 1941 - V Missão Estética de Férias - Sociedade Nacional de Belas-Artes
- 1943 - Sociedade Nacional de Belas-Artes
- 1943 - Salão do Estoril
- 1943 - Salão Silva Porto, Porto
- 1944 - Sociedade Nacional de Belas-Artes
- 1944 - 1ª Exposição de Pintores de Coimbra / Delegação «O Primeiro de Janeiro»
- 1945 - Palácio Galveias / 1ª Secção / "A imagem da flor" - Câmara Municipal de Lisboa
- 1945 - Sociedade Nacional de Belas-Artes
- 1947 - Sociedade Nacional de Belas-Artes
- 1948 - "Salão Malhoa" - Sociedade Nacional de Belas-Artes
- 1949 - Salão da Comissão Municipal de Turismo da Covilhã
- 1950 - Salão de Primavera - Sociedade Nacional de Belas-Artes
- 1950 - Livraria Portugália, Lisboa
- 1951 - Salão de Primavera - Sociedade Nacional de Belas-Artes
- 1951 - Delegação de «O Primeiro de Janeiro», Coimbra
- 1952 - Delegação de «O Primeiro de Janeiro», Coimbra
- 1952 - Exposição Internacional de Sevilha
- 1952 - Salão Silva Porto, Porto
- 1953 - Salão António Carneiro
- 1954 - Delegação de «O Primeiro de Janeiro», Coimbra
- 1954 - Museu Regional de Lagos
- 1955 - Delegação de «O Primeiro de Janeiro», Coimbra
- 1956 - Salão de Primavera - Sociedade Nacional de Belas-Artes
- 1957 - Sociedade Nacional de Belas-Artes
- 1958 - Vila Franca de Xira
- 1958 - "Paisagens e Figuras da nossa Terra" / Delegação de «O Primeiro de Janeiro», Coimbra
- 1959 - "Paisagens e Figuras da nossa Terra" / Sociedade Nacional de Belas-Artes
- 1959 - "Paisagens e Figuras da nossa Terra" / Delegação de «O Primeiro de Janeiro», Coimbra
- 1960 - Grémio do Comércia, Beja
- 1960 - Delegação de «O Primeiro de Janeiro», Coimbra
- 1961 - "Paisagens e Figuras da nossa Terra" / Delegação de «O Primeiro de Janeiro», Coimbra
- 1962 - Sociedade Nacional de Belas-Artes (exposição individual)
- 1962 - Delegação de «O Primeiro de Janeiro», Coimbra
- 1963 - Sociedade Nacional de Belas-Artes
- 1963 - "Paisagens e Figuras da nossa Terra" / Delegação de «O Primeiro de Janeiro», Coimbra
- 1964 - Sociedade Nacional de Belas-Artes
- 1965 - Delegação de «O Primeiro de Janeiro», Coimbra
- 1965 - Sociedade Nacional de Belas-Artes
- 1966 - "Paisagens e Figuras da nossa Terra" / Sociedade Nacional de Belas-Artes
- 1967 - Sociedade Nacional de Belas-Artes
- 1967 - Delegação de «O Primeiro de Janeiro», Coimbra
- 1968 - Sociedade Nacional de Belas-Artes
- 1973 - Delegação de «O Primeiro de Janeiro», Coimbra